# Sinostrangalis yamasakii
Sinostrangalis yamasakii är en skalbaggsart som först beskrevs av Mitono 1936.  Sinostrangalis yamasakii ingår i släktet Sinostrangalis och familjen långhorningar.
Artens utbredningsområde är Taiwan. Inga underarter finns listade i Catalogue of Life.